# ناصر العامود
ناصر العامود وهو أبو سامح ناصر بن عثمان بن محمد العامود، رجل أعمال وتاجر عراقي، ولد في مدينة الكويت عام 1310 هـ/1892م، من أب كويتي وأم عراقية، وعندما بلغ من العمر عامين توفي والدهُ فنشأ يتيماً، فقدمت بهِ أمه إلى أهلها في منطقة الأعظمية في بغداد، ونشأ برعاية خالهِ عبد الرزاق محسوب الأعظمي، صانع ساعة الأعظمية، وتعلم القرآن عند الكتاتيب، ثم أتجه نحو مهنة الصناعة، وتعلم أصول صنعة خاله حيث كان ميكانيكياً ونبغ في ذلك وعين عاملاً في إحدى الشركات ثم تركها بعد ذلك، وقام بنصب أول مشروع للكهرباء في محافظة كركوك، بإشراف شركة الكهرباء البريطانية، ثم صمم ونصب مشروع كهرباء محافظة العمارة، وأشتهر في العراق بحسن خلقهِ ومعروفاً بإتقانه لعملهِ في نصب المكائن، فكان يقصدهُ الناس من مختلف المحافظات.
وعهد إليه كذلك مهمة إقامة ونصب مشروع كهرباء دولة الكويت بإشراف شركة الكهرباء البريطانية، فأتم مهمته بنجاح.
ثم توجه إلى مهنة التجارة، وخاصة التجارة ببيع وشراء المكائن والآلات الزراعية، فأختص بآلات سحب وضخ المياه للمزارع، وأفتتح محلاً لهُ في بغداد عام 1926م لبيع وتصليح المضخات الكهربائية، وكان رجلاً فاضلاً مخلصاً في عملهِ صادقاً في معاملته محباً للخير.

## وفاته
توفي ناصر العامود في 1 محرم 1384 هـ/12 مايو 1964م، ودفن في مقبرة الخيزران، قرب قبر الشيخ أبو بكر الشبلي.